# Alfonso Fratteggiani Bianchi
Alfonso Fratteggiani Bianchi (Pieve Caina, 4 giugno 1952) è un artista italiano.

## Biografia
Nato e cresciuto in Umbria, comincia la carriera artistica alla fine degli anni Novanta e viene scoperto dal noto collezionista Giuseppe Panza di Biumo che ne compra alcuni quadri e ne valorizza l'opera.

## Produzione artistica
Noto per i suoi monocromi, Fratteggiani Bianchi si concentra sul colore che, in forma di pigmento in polvere, viene applicato a mano, senza uso di collanti, sulla pietra serena. Questa particolare innovazione crea un effetto luministico e cromatico particolarmente intenso.
Fra le mostre a cui l'artista ha partecipato, si ricordano quella all'Artothek di Colonia nel 2005 e la collettiva all'Albright-Knox Art Gallery di Buffalo nel 2007-08.
Installazione Permanente aula udienze VI sez.Consiglio di Stato della Repubblica Italiana, Palazzo Spada Roma (I)

## Opere nei musei
- Albright-Knox Art Gallery, Buffalo (Stati Uniti)[4]
- Villa Menafoglio Litta Panza, Varese[1]
- Artothek, Colonia (Germania)
- Scottsdale Museum of Contemporary Art, Scottsdale (Stati Uniti)
- Otten Kunstraum, Hohenems (Austria)
- Museo d'arte, Avellino
- Gipsoteca dell'Università degli Studi di Perugia
- Palazzo Spada, Roma